# Kenkun-dōri
Le Kenkun-dōri (建勲通, Kenkun-dōri) est une voie du nord de Kyoto, dans les arrondissements de Kita et Kamigyō. Orientée est-ouest, elle débute à l'Inokuma-dōri (ja) et termine au Funaokahigashi-dōri. Dans le même groupe de rues se trouvent au nord le Kenkunkitanaka-dōri et le Kenkunkita-dōri. 

## Description

### Situation
Le Kenkun-dōri débute à l'Inokuma-dōri, à l'extrême nord de l'arrondissement de Kamigyō. Après avoir croisé Daitokuji-dōri, la rue se trouve dans l'extrême sud de l'arrondissement de Kita. La rue termine au Funaokahigashi-dōri, juste devant le sanctuaire shinto Kenkun-jinja (建勲神社). Elle traverse les quartiers de Wakamiyatate-chō (ja) (若宮竪町), Wakamiyayoko-chō (ja) (若宮横町), Murasakino'unrin'in-chō (紫野雲林院町), Murasakinoshimotsukiyama-chō (紫野下築山町), Murasakinohigashifujinomori-chō (紫野東藤ノ森町), Murasakinonishifujinomori-chō (紫野西藤ノ森町) et Murasakinohigashifunaoka-chō (紫野東舟岡町). La rue suit le Kuramaguchi-dōri (鞍馬口通) et précède le Kenkunkitanaka-dōri (建勲北中通), le Kenkunkita-dōri (建勲北通) et le Kitaōji-dōri (北大路通), l'une des artères principales du nord de Kyoto. 
La rue fait quelque 440 mètre. La circulation se fait en sens unique de l'est vers l'ouest.

### Voies rencontrées
De l'est vers l'ouest. Les voies rencontrées de la droite sont mentionnées par (d), tandis que celles rencontrées de la gauche, par (g). Seules les rues portant un nom sont listées.
1. Inokuma-dōri (ja) (猪熊通)
2. Ōmiya-dōri (en) (大宮通)
3. (g) Ōmiya-dōri Nishi-ura (en) (大宮通西裏)
4. (d) Daitokuji-dōri (大徳寺通)
5. Chiekōin-dōri (智恵光院通)
6. Funaokahigashi-dōri (船岡東通)

- Sources : (ja) Université Ritsumeikan Asia Pacific (en), « 近代京都オーバーレイマップ », sur Art Research Center,‎ 2022 (consulté le 12 avril 2023).

### Transports en commun
Les bus du réseau d'autobus de Kyoto (ja) ne circulent pas sur la rue. Cependant, les stations Daitokuji-mae (大徳寺前), coin Kitaōji et Daitokuji, et Kenkun Jinja-mae (建勲神社前), coin Funaokahigashi et Kitaōji, sont à quelques minutes de marche. Elles sont desservies par les lignes 1, 12, 204, 205, 206, M1 et Nord 8 (北８, Kita-hachi). 
Les stations du métro de Kyoto les plus proches sont Kuramaguchi (鞍馬口駅) et Kitaōji (北大路駅), à 18 minutes de marche.

## Odonymie
La rue porte le nom du sanctuaire Kenkun, qui est nommé en l'honneur de la réalisation d'Oda Nobunaga (« 建 » ou Ken signifie bâtir et « 勲 » ou Kun signifie la réalisation).

## Histoire
Le secteur de Murasakino (紫野), dans lequel est située la rue, faisait auparavant partie du village d'Ōmiya (大宮村), dans le district d'Otagi (ja) (愛宕郡). Le secteur était anciennement agricole, mais depuis l'époque d'Edo, s'est rapidement urbanisé.
Originellement, l'intersection avec Ōmiya était un important quartier commercial, constituant la limite nord du Nishijin, l'Ōmiyagashira (大宮頭), dû à la présence de deux sanctuaires shinto, l'Imamiya-jinja otabishō et le Wakamiya-jinja. Cependant, dans les années 1950, avec le projet de réaménagement du territoire (ja), le quartier commercial disparaît pour faire place à un simple secteur résidentiel. Les deux rues voient leurs chaussées être allongées. On croit aussi que puisque les chaussées sont plus large entre Ōmiya et Daitokuji, cela serait l'emplacement de l'ancien portail sud (南ノ大門) de l'Unrin-in (ja) (雲林院), actuellement à l'intersection de Daitokuji et Kenkunkita.

## Patrimoine et lieux d'intérêt
Au début de la rue, au coin avec Inokuma, se trouve le Genbu-jinja (玄武神社). Il s'agit d'un sanctuaire protégeant le nord de Kyoto, avec comme déité le prince Koretaka (ja) (惟喬親王). Le festival a lieu chaque 2 avril,.
Au coin avec Ōmiya côté nord se trouve l'otabisho de l'Imamiya-jinja (今宮神社御旅所), le lieu de repos temporaire des déités de l'Imamiya-jinja et duquel partent trois sanctuaires portables lors du festival Imamiya en direction du sanctuaire principal. Après la destruction de l'ancien otabishō en 1788, le nouveau sanctuaire temporaire est construit en 1795 à son lieu actuel. Sa scène de Nō est réputée pour la qualité de son architecture, et a été utilisée jusque dans les années 1960 pour des représentations théâtrales,. Juste après Ōmiya se trouve le Wakamiya-jinja, dont le sanctuaire-mère est l'Iwashimizu Hachiman-gū, à Yawata. Le temple a été fondé par la 3e génération du clan Seiwa-Genji et son dieu est l'empereur Seiwa. Le clan a plus tard déménagé à Rokujō (ja) (六条), avant de déménager à Higashiyama, où ils ont fondé le célèbre Wakamiya Hachiman-gūsha (ja) (若宮八幡宮社). Le Wakamiya-jinja déménage à Murasakino en 1877, et son apparence actuelle date de 1930. On y trouvait anciennement un puits légendaire, depuis détruit,.
Au coin avec Daitokuji côté est se trouvait le restaurant d'okonomiyaki Ōmiya (大美也), qui semble avoir fermé en 2020. Au côté ouest du carrefour se trouve le fabricant de stèles funéraires Yoshikawa (吉村石材). Juste à côté du fabricant de stèles se trouve la stèle marquant la route vers le Kenkun-jinja. Le monument est construit en 1898 par des membres des conseils des quartiers de Wakamiyayoko-chō, Motoisa-chō (元伊佐町) et Myōrenjimae-chō (妙蓮寺前町).
Au bout de la rue se trouve l'important sanctuaire Kenkun (建勲神社, Kenkun-jinja), un des quatre sanctuaires protecteurs de Kyoto, représentant le nord. Le légendaire daimyō Oda Nobunaga y est vénéré. Construit au pied du sommet nord du mont Funaoka (ja) (船岡山), le temple est connu pour le festival qui y a lieu chaque 19 octobre et dans lequel les enfants paradent déguisés en samouraïs. Le grand portail fait face à Kenkun-dōri et avec le temple est enregistré au registre des propriétés culturelles tangibles (ja) depuis 2008,. La rue abrite de nombreuses maisons de ville traditionnelles datant d'avant la Seconde Guerre mondiale, qui ont depuis été rénovées et reconverties en commerces.

Quelques lieux d'intérêts
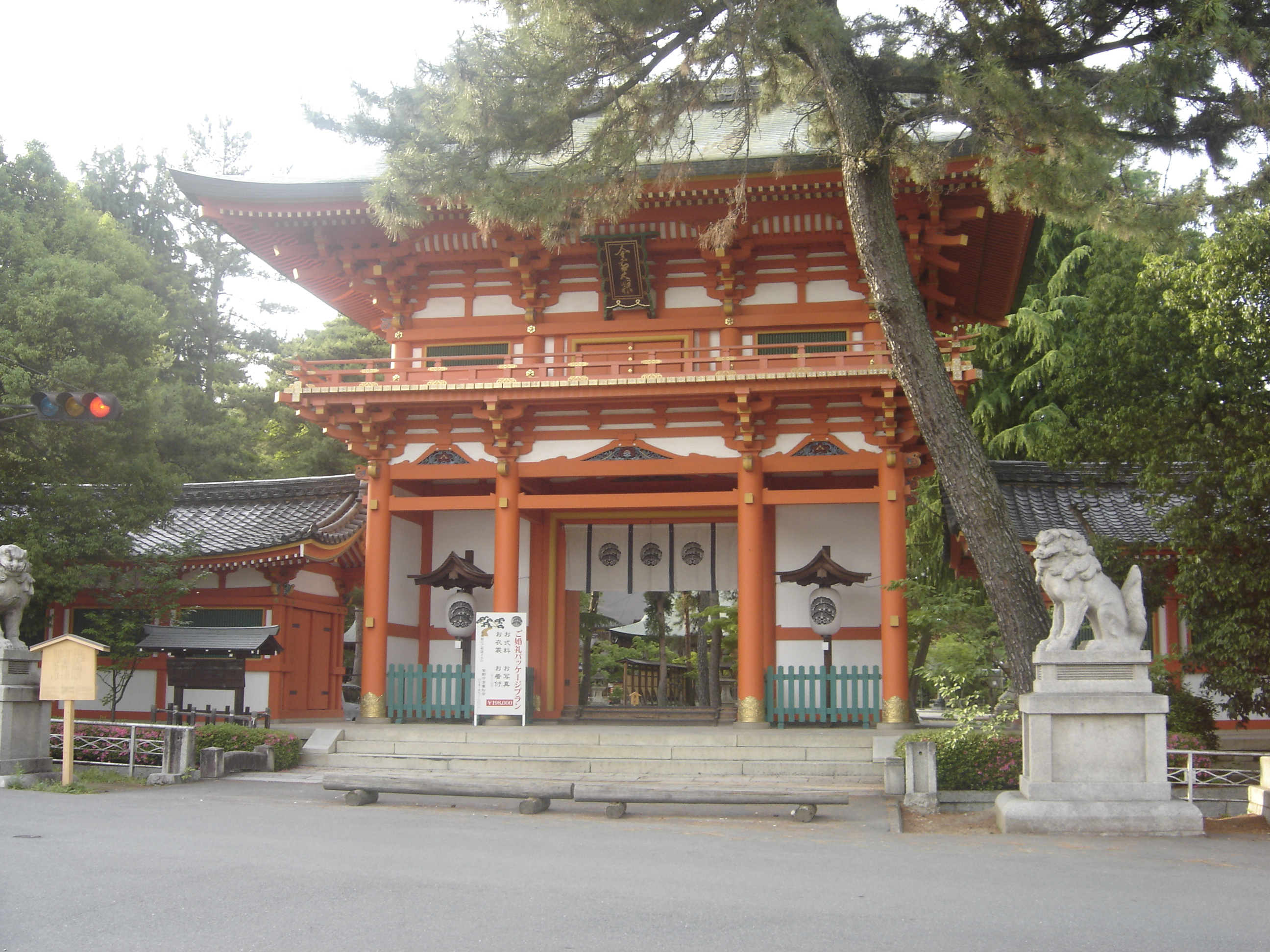
Grand portail du sanctuaire Imamiya[N 3].
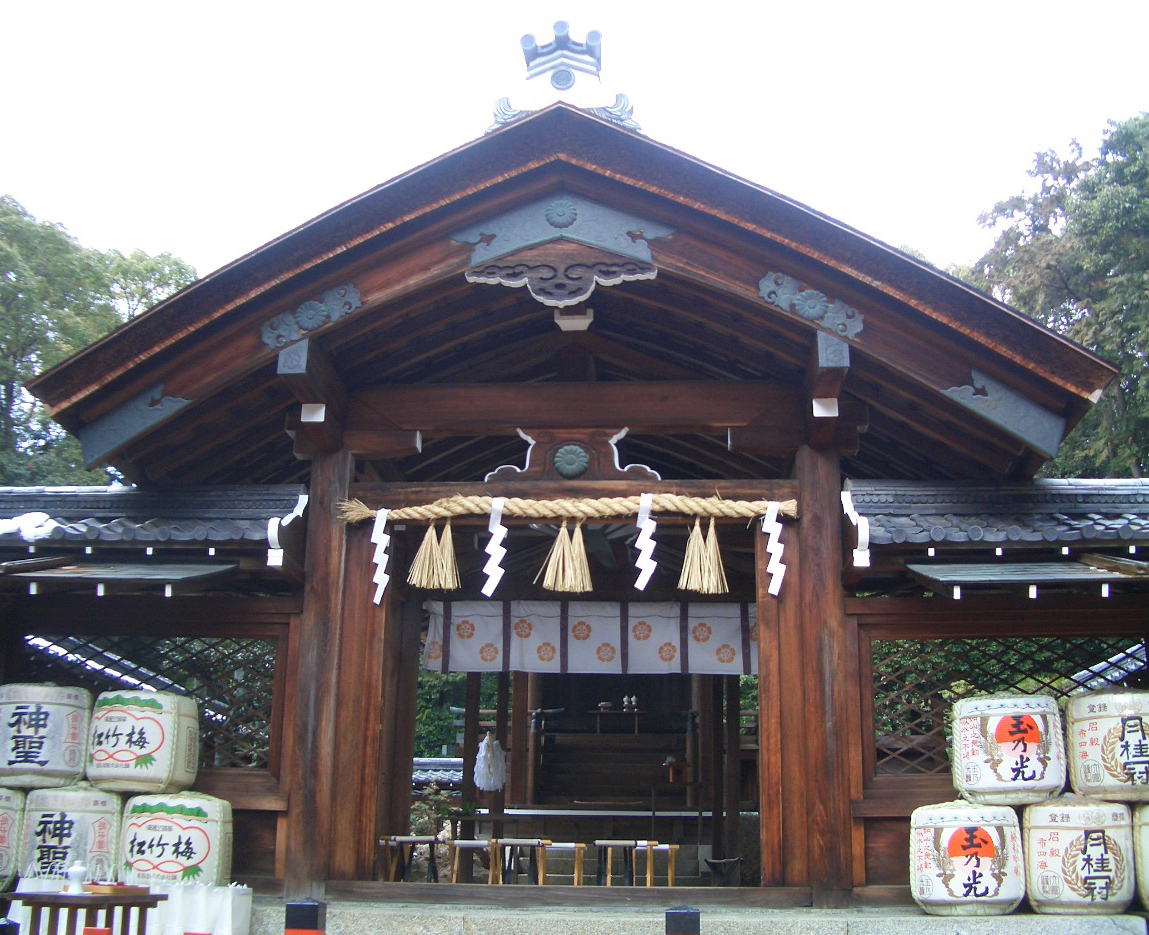
Le Kenkun-jinja.
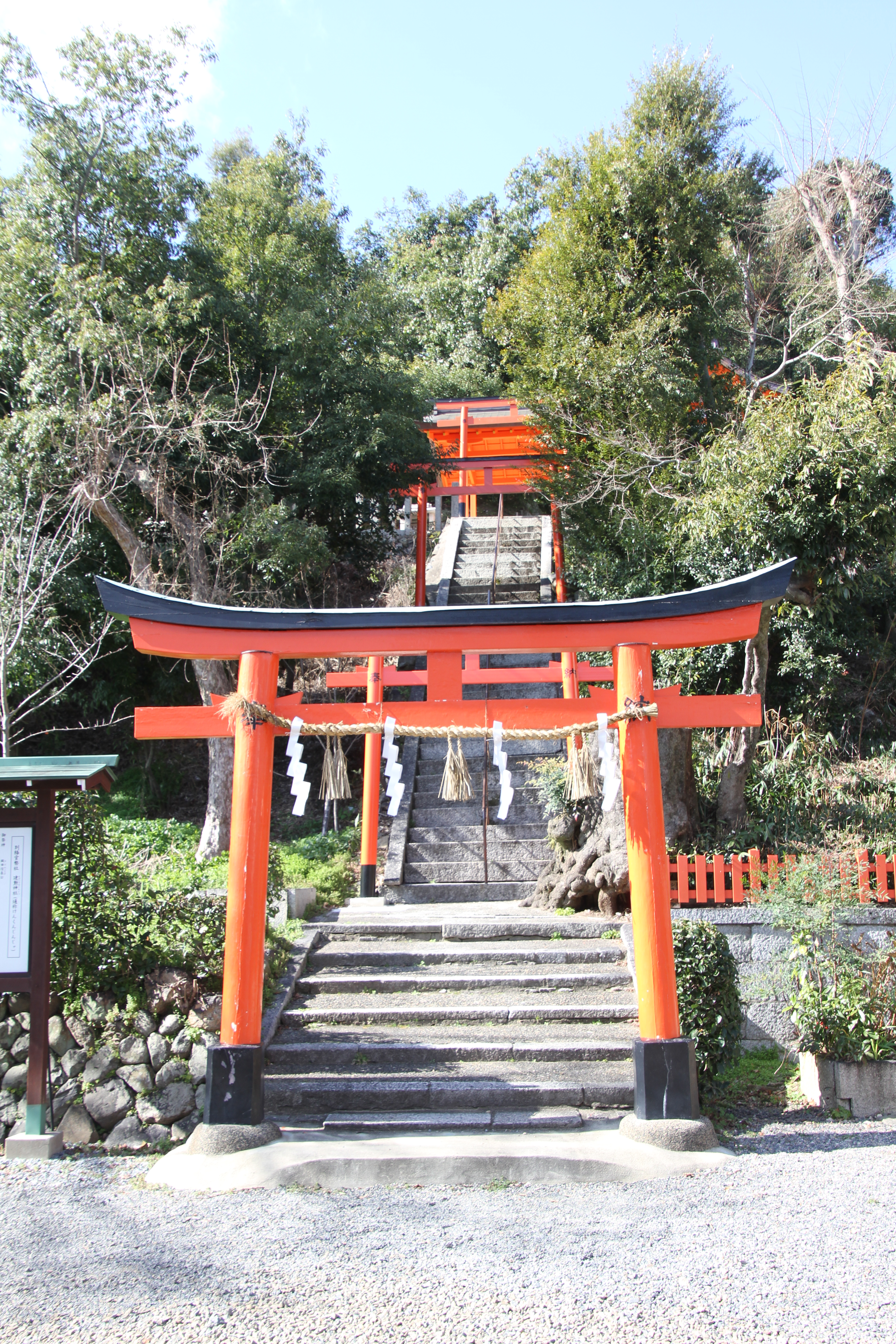
Arches et chemin menant au sommet du mont Funoka, où se trouve le sanctuaire.
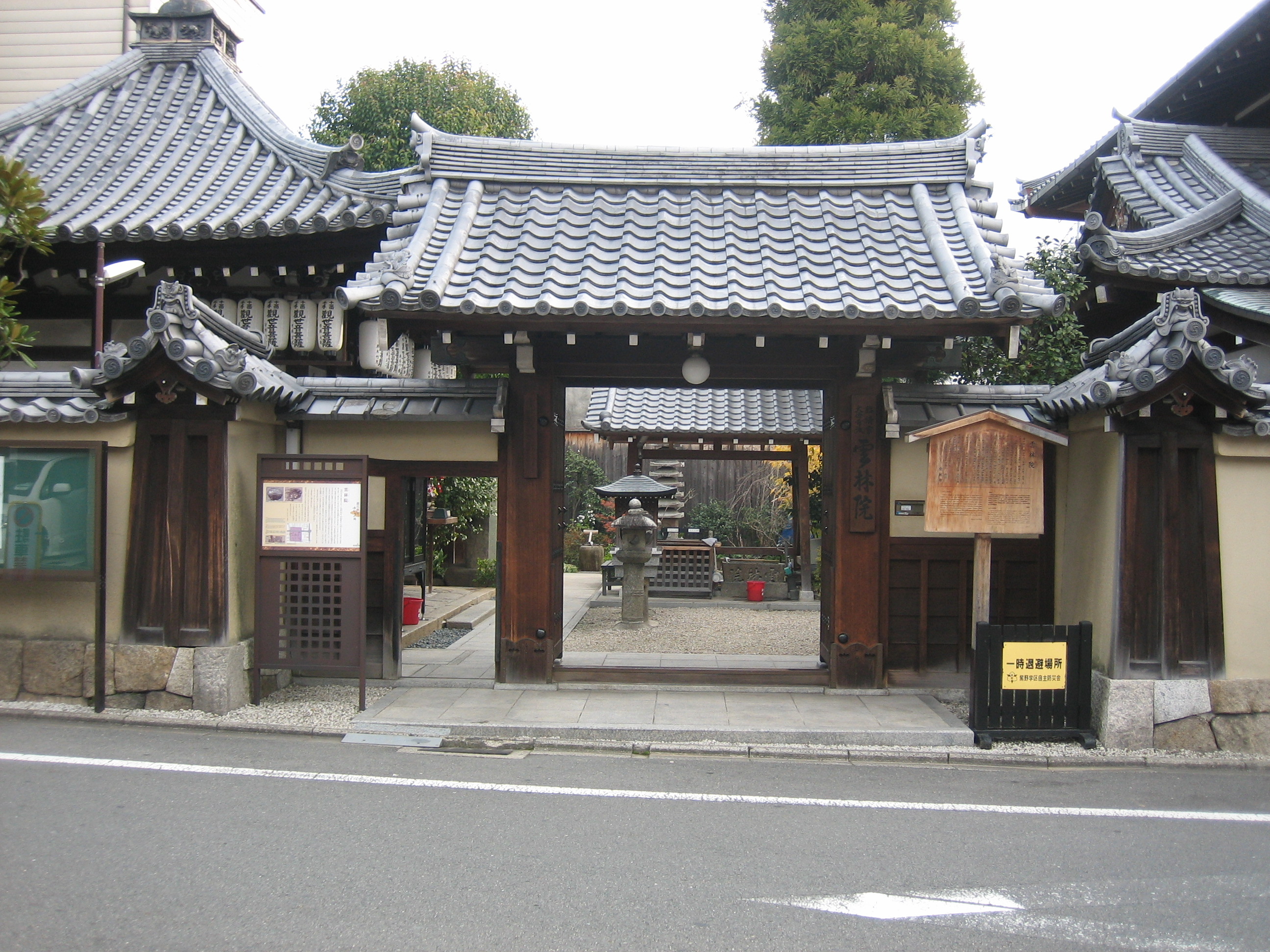
L'Unrin-in.
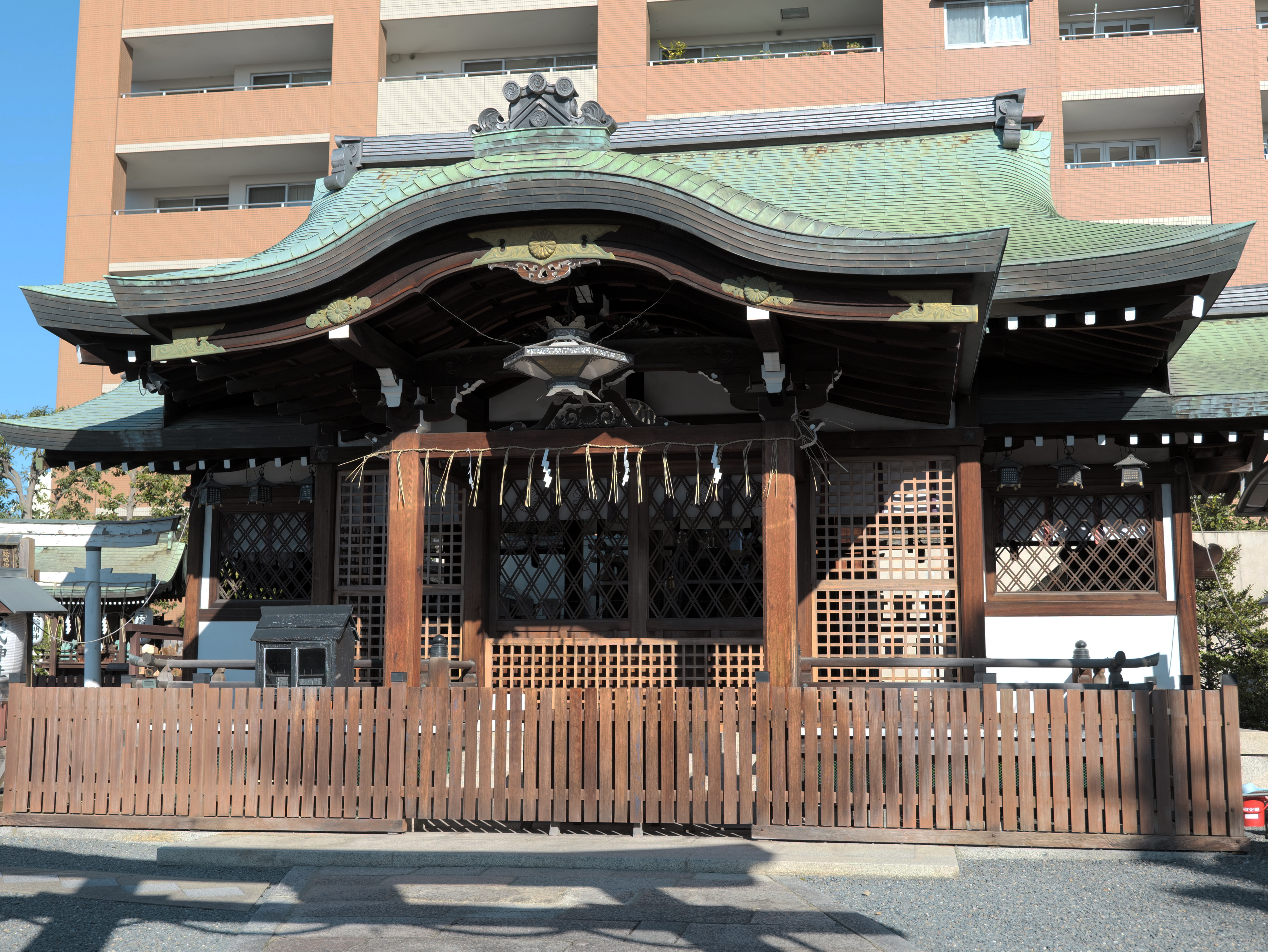
Genbu jinja